# Long Bình, Ngã Năm
Long Bình là một xã thuộc thị xã Ngã Năm, tỉnh Sóc Trăng, Việt Nam.

## Địa lý
Xã Long Bình có vị trí địa lý:
- Phía đông giáp xã Tân Long
- Phía tây giáp Phường 1 và Phường 3
- Phía nam giáp xã Mỹ Bình và huyện Thạnh Trị
- Phía bắc giáp Phường 2.

Xã Long Bình có diện tích 30,16 km², dân số năm 2022 là 8.680 người, mật độ dân số đạt 287 người/km².

## Hành chính
Xã Long Bình được chia thành 6 ấp: Long Phước, Mỹ Hiệp, Mỹ Hòa, Mỹ Hương, Tân Bình, Tân Trung.

## Lịch sử
Ngày 1 tháng 4 năm 2003, Chính phủ ban hành Nghị định số 31/2003/NĐ-CP về việc thành lập xã Long Bình thuộc huyện Thạnh Trị trên cơ sở 2.963 ha diện tích tự nhiên và 7.812 người của xã Tân Long.
Ngày 31 tháng 10 năm 2003, Chính phủ ban hành Nghị định số 127/2003/NĐ-CP về việc chuyển xã Long Bình thuộc huyện Thạnh Trị về huyện Ngã Năm mới thành lập quản lý.
Từ ngày 29 tháng 12 năm 2013, Chính phủ ban hành Nghị quyết số 133/NQ-CP về việc thành lập thị xã Ngã Năm thuộc tỉnh Sóc Trăng. Xã Long Bình trực thuộc thị xã Ngã Năm.